# Слопигіно
Слопигіно (рос. Слопыгино) — присілок в Палкінському районі Псковської області Російської Федерації.
Населення становить 335 осіб. Входить до складу муніципального утворення Палкінська волость.

## Історія
Від 2015 року входить до складу муніципального утворення Палкінська волость.

## Населення
| 2001 | 2002 | 2010 | 2012 | 2014 | 2015 | 2016 |
| ---- | ---- | ---- | ---- | ---- | ---- | ---- |
| 361  | ↘319 | ↗323 | ↗353 | ↘328 | ↗337 | ↘335 |